# Kawasaki Ninja 650
Die Kawasaki Ninja 650 ist der Nachfolger der Kawasaki ER-6f. Sie ist technisch identisch mit der Kawasaki Z 650, die das Schwestermodell ER-6n ersetzt, was das Ende der ER-6 Baureihe mit sich bringt. Im Gegensatz zu den typischen „Ninja“-Modellen der ZX-R-Baureihe ist die Ninja 650 nicht mit einem 4-, sondern mit einem 2-Zylinder-Motor ausgerüstet. Sie besitzt einen neu entwickelten Gitterrohrrahmen, der nur 15 Kilogramm wiegt.
Der Motor wurde überarbeitet und erfüllt nun die Euro-4-Abgasnorm, wodurch die Leistung auf 68 PS schrumpfte. Das Drehmoment im niedrigen und mittleren Drehzahlbereich soll jedoch zugunsten des Fahrverhaltens optimiert worden sein. Das Design orientiert sich stärker an der ZX-10 R Ninja und soll zur besseren Differenzierung von der Z 650 beitragen. Durch die Ausführung als 2-Zylinder und die verhältnismäßig geringe Leistung sowie die niedrige Sitzhöhe von 790 Millimetern kann die Ninja 650 neben der Ninja 400 als Einsteigermotorrad bezeichnet werden.
Neu hinzugekommen ist die bereits serienmäßig in das Kombi-Instrument integrierte Gangwahl-Anzeige sowie ein sogenannter Schaltblitz. Ein Antiblockiersystem (ABS) ist ebenfalls serienmäßig. Der Tankinhalt liegt bei 15 Litern und das Fahrwerk an der Hinterachse ist als horizontale Back-Link-Federung ausgeführt.